# Damian Hartard von und zu Hattstein
Damian Hartard von und zu Hattstein (* 1676 in Hessen; † 1751) war ein deutscher Genealoge.

## Leben
Hattstein stammte aus einem hessischen Adelsgeschlecht und war fürstlich fuldischer Geheimrat, Oberstallmeister, Generalmajor, Kommandeur der Leibgarde zu Pferd und Landobrist eines Regiments zu Fuß. Er war Gutsherr auf Münzenberg. Sein Förderer war der erste Fuldaer Fürstbischof Amand von Buseck.
In erster Ehe heiratete er im Jahr 1699 Anna Philippina Forstmeister zu Gelnhausen († 1717), wodurch er mit den von Hutten verwandt war. Die Ehe blieb kinderlos. In zweiter Ehe heiratete er Katharina Elisabeth von Walderdorf (* 29. Juni 1696; † 30. September 1748).

## Werke
Das Hauptwerk des Adelsforschers trägt den Titel Die Hoheit des Teutschen Reichs-Adels wordurch derselbe zu Chur- und fürstlichen Dignitäten erhoben wird. Das ist: Vollstaendige Probe der Ahnen unverfaelschter Adelicher Famillen, ohne welche keiner auff Erz- Dom- hoher Orden- und Ritter-Stiffter gelangen kan, oder genommen wird [...] und erschien in drei Bänden zwischen 1729 und 1740 in Fulda. Eine überarbeitete Fassung wurde 1751 in Bamberg herausgegeben. Enthalten sind in diesem Standardwerk, das zum Nachweis der adeligen Abstammung diente (Adelsprobe), genealogische Aszendenztafeln (Vorfahrentafeln) für rund 500 überwiegend süddeutsche Adelsfamilien. Diese Tafeln gehen von einem Probanden aus und dann meistens bis zu vier Generationen zurück. Die Probanden lebten zwischen 1500 und 1750.
- Die Hoheit Des Teutschen Reichs-Adels. Wordurch Derselbe zu Chur- und Fürstlichen Dignitäten erhoben wird, Das ist: Vollständige Probe der Ahnen unverfälschter Adlicher Famillen. 4 Bände, Köß, Fulda 1729–1740.
  - Band 1, 1729 (Digitalisat)
  - Band 2, 1740 (Digitalisat)
  - Band 3, 1740 (Digitalisat)
  - Band 4, Supplementum Tomi I., 1740 (Digitalisat)